# Astrup Vig
Astrup Vig er en bugt i Hvalpsund, lige nord for Skive Fjord i Limfjorden, på østsiden af halvøen Salling, i Skive Kommune. Mod øst, over for Astup Vig ligger nordspidsen af halvøen Lundø. Mod syd ligger den fredede halvø Grønning Øre. Digteren Jeppe Aakjærs hjem Jenle ligger med udsigt over Astrup Vig. Grunden, 4,4 hektar, ned til vigen blev fredet i 1934  på initiativ af enken, Nanna Aakjær.

## Eksterne kilder og henvisninger
1. ↑  Om fredningen på fredninger.dk

|  | Denne artikel om lokaliteten Astrup Vig kan blive bedre, hvis der indsættes et (bedre) billede. Du kan hjælpe ved at afsøge Wikimedia Commons for et passende billede eller lægge et op på Wikimedia Commons med en af de tilladte licenser og indsætte det i artiklen. |

56°39′57.6″N 9°5′56.08″Ø / 56.666000°N 9.0989111°Ø